# Видтс, Нор
Нор Видтс (фр. Noor Vidts; род. 30 мая 1996, Вилворде, Фламандский регион) — бельгийская легкоатлетка, специализируется в многоборье. Бронзовый призёр летних Олимпийских игр 2024 года, двукратная чемпионка мира 2022 и 2024 годов в помещении, бронзовый призёр чемпионата Европы 2024 года. Двукратная чемпионка Бельгии в семиборье (2019 и 2020 годах).

## Спортивная карьера
На предолимпийском чемпионате мира, который состоялся в 2019 году в Катаре, Нор в семиборье заняла итоговое 15-е место с результатом 5989 очков.
На летних Олимпийских играх в Токио, в соревновании по семиборью, с результатом 6571 очков заняла итоговое четвёртое место.
В 2022 и 2024 году в пятиборье на чемпионатах мира в помещениях завоёвывала золотые медали.
На чемпионате Европы 2024 года в Риме стала бронзовым призёром зафиксировав результат в 6596 очков.
На летних Олимпийских играх в Париже завоевала бронзовую медаль, с личным рекордом 6707.